# Unione Sportiva Triestina 1978-1979

## Rosa
| N. |                   | Ruolo | Calciatore           |
| -- | ----------------- | ----- | -------------------- |
|    | Italia (bandiera) | P     | Luciano Bartolini    |
|    | Italia (bandiera) | D     | Silvio Cei           |
|    | Italia (bandiera) | D     | Alessio Clemente     |
|    | Italia (bandiera) | D     | Alessandro Lucchetta |
|    | Italia (bandiera) | D     | Giuseppe Mascheroni  |
|    | Italia (bandiera) | D     | Massimo Prevedini    |
|    | Italia (bandiera) | D     | Francesco Schiraldi  |
|    | Italia (bandiera) | C     | Fausto Daolio        |
|    | Italia (bandiera) | C     | Giuseppe Fontana     |
|    | Italia (bandiera) | C     | Roberto Lenarduzzi   |

| N. |                   | Ruolo | Calciatore           |
| -- | ----------------- | ----- | -------------------- |
|    | Italia (bandiera) | C     | Vittorio Muiesan     |
|    | Italia (bandiera) | C     | Guido Quadrelli      |
|    | Italia (bandiera) | C     | Sergio Politti       |
|    | Italia (bandiera) | C     | Giovanni Trainini    |
|    | Italia (bandiera) | C     | Maurizio Zanutel     |
|    | Italia (bandiera) | A     | Giannantonio Andreis |
|    | Italia (bandiera) | A     | Fulvio Franca        |
|    | Italia (bandiera) | A     | Tiziano Panozzo      |
|    | Italia (bandiera) | A     | Fulvio Rossi         |

## Risultati

### Serie C1

#### Girone di andata
| 1º ottobre 1978 ª giornata | Triestina | 1 – 0 | Mantova |  |

| 8 ottobre 1978 2ª giornata | Spezia | 0 – 0 | Triestina |  |

| 15 ottobre 1978 3ª giornata | Triestina | 0 – 0 | Novara |  |

| 22 ottobre 1978 4ª giornata | Como | 3 – 1 | Triestina |  |

| 29 ottobre 1978 5ª giornata | Triestina | 1 – 0 | Modena |  |

| 5 novembre 1978 6ª giornata | Treviso | 0 – 1 | Triestina |  |

| 12 novembre 1978 7ª giornata | Padova | 0 – 0 | Triestina |  |

| 19 novembre 1978 8ª giornata | Triestina | 1 – 0 | Trento |  |

| 26 novembre 1978 9ª giornata | Lecco | 2 – 1 | Triestina |  |

| 3 dicembre 1978 10ª giornata | Triestina | 0 – 0 | Juniorcasale |  |

| 10 dicembre 1978 11ª giornata | Piacenza | 1 – 3 | Triestina |  |

| 17 dicembre 1978 12ª giornata | Reggiana | 0 – 0 | Triestina |  |

| 30 dicembre 1978 13ª giornata | Triestina | 0 – 0 | Biellese |  |

| 7 febbraio 1979 14ª giornata | Cremonese | 0 – 0 | Triestina |  |

| 14 gennaio 1979 15ª giornata | Triestina | 1 – 0 | Forlì |  |

| 21 gennaio 1979 16ª giornata | Parma | 2 – 2 | Triestina |  |

| 28 gennaio 1979 17ª giornata | Triestina | 2 – 1 | Alessandria |  |

#### Girone di ritorno
| 4 febbraio 1979 17ª giornata | Mantova | 0 – 1 | Triestina |  |

| 11 febbraio 1979 19ª giornata | Triestina | 1 – 0 | Spezia |  |

| 18 febbraio 1979 20ª giornata | Novara | 1 – 0 | Triestina |  |

| 25 febbraio 1979 21ª giornata | Triestina | 0 – 0 | Como |  |

| 4 marzo 1979 22ª giornata | Modena | 1 – 1 | Triestina |  |

| 11 marzo 1979 23ª giornata | Triestina | 1 – 0 | Treviso |  |

| 25 marzo 1979 24ª giornata | Triestina | 2 – 0 | Padova |  |

| 1º aprile 1979 25ª giornata | Trento | 1 – 1 | Triestina |  |

| 8 aprile 1979 26ª giornata | Triestina | 0 – 0 | Lecco |  |

| 22 aprile 1979 27ª giornata | Juniorcasale | 1 – 0 | Triestina |  |

| 29 aprile 1979 28ª giornata | Triestina | 1 – 0 | Piacenza |  |

| 6 maggio 1979 29ª giornata | Triestina | 3 – 1 | Reggiana |  |

| 13 maggio 1979 30ª giornata | Biellese | 0 – 0 | Triestina |  |

| 20 maggio 1979 31ª giornata | Triestina | 2 – 1 | Cremonese |  |

| 27 maggio 1979 32ª giornata | Forlì | 0 – 0 | Triestina |  |

| 3 giugno 1979 33ª giornata | Triestina | 0 – 1 | Parma |  |

| 9 giugno 1979 34ª giornata | Alessandria | 0 – 1 | Triestina |  |

#### Spareggio Promozione
| Arbitro: | D'Elia (Salerno) |

|             |           |                                |
| Panozzo 71’ | Marcatori | 48’, 91’ Scarpa 102’ Ancelotti |

## Statistiche

### Statistiche dei giocatori
| Giocatore     | Serie C1 | Serie C1 | Spareggio Promozione | Spareggio Promozione | Coppa Italia Semipro | Coppa Italia Semipro | Totale   | Totale |
| Giocatore     | Presenze | Reti     | Presenze             | Reti                 | Presenze             | Reti                 | Presenze | Reti   |
| ------------- | -------- | -------- | -------------------- | -------------------- | -------------------- | -------------------- | -------- | ------ |
| G. Andreis    | 18       | 1        | 0                    | 0                    | ?                    | -?                   | 18+      | 1+     |
| L. Bartolini  | 34       | -16      | 1                    | -3                   | ?                    | -?                   | 35+      | -19+   |
| S. Cei        | 32       | 0        | 0                    | 0                    | ?                    | -?                   | 32+      | 0+     |
| A. Clemente   | 1        | 0        | 0                    | 0                    | ?                    | -?                   | 1+       | 0+     |
| F. Daolio     | 1        | 0        | 0                    | 0                    | ?                    | -?                   | 1+       | 0+     |
| G. Fontana    | 32       | 2        | 1                    | 0                    | ?                    | -?                   | 33+      | 2+     |
| F. Franca     | 33       | 4        | 1                    | 0                    | ?                    | -?                   | 34+      | 4+     |
| R. Lenarduzzi | 29       | 2        | 1                    | 0                    | ?                    | -?                   | 30+      | 2+     |
| A. Lucchetta  | 15       | 0        | 1                    | 0                    | ?                    | -?                   | 16+      | 0+     |
| G. Mascheroni | 33       | 0        | 1                    | 0                    | ?                    | -?                   | 34+      | 0+     |
| V. Muiesan    | 13       | 2        | 1                    | 0                    | ?                    | -?                   | 14+      | 2+     |
| T. Panozzo    | 32       | 12       | 1                    | 1                    | ?                    | -?                   | 33+      | 13+    |
| S. Politti    | 30       | 1        | 1                    | 0                    | ?                    | -?                   | 31+      | 1+     |
| M. Prevedini  | 26       | 1        | 1                    | 0                    | ?                    | -?                   | 27+      | 1+     |
| G. Quadrelli  | 34       | 2        | 1                    | 0                    | ?                    | -?                   | 35+      | 2+     |
| F. Rossi      | 1        | 0        | 0                    | 0                    | ?                    | -?                   | 1+       | 0+     |
| F. Schiraldi  | 26       | 0        | 1                    | 0                    | ?                    | -?                   | 27+      | 0+     |
| G. Trainini   | 12       | 0        | 0                    | 0                    | ?                    | -?                   | 12+      | 0+     |
| M. Zanutel    | 1        | 0        | 0                    | 0                    | ?                    | -?                   | 1+       | 0+     |